# قطعنامه ۱۳۳۶ شورای امنیت
قطعنامه ۱۳۳۶ شورای امنیت سازمان ملل متحد که در تاریخ ۲۳ ژانویه ۲۰۰۱ تصویب شد، سندی بین‌المللی دربارهٔ بررسی وضعیت در آنگولا است. این قطعنامه طی نشست ۴۲۶۳ام با ۱۵ رای موافق، ۰ مخالف و ۰ ممتنع تصویب شد.